# Acker-Lichtnelke
Die Acker-Lichtnelke (Silene noctiflora), auch Nachtblühendes Leimkraut oder Nachtnelke genannt,  ist eine Pflanzenart aus der Gattung der Leimkräuter (Silene) innerhalb der Familie der Nelkengewächse (Caryophyllaceae). Erst am späten Nachmittag entfalten sich die Blüten und verströmen ihren süßlichen, kleeartigen Duft, der die Nachtfalter anlockt. Die Acker-Lichtnelke wird als „Unkraut“ angesehen, gilt aber im Alpenraum als „gefährdet“.

## Beschreibung

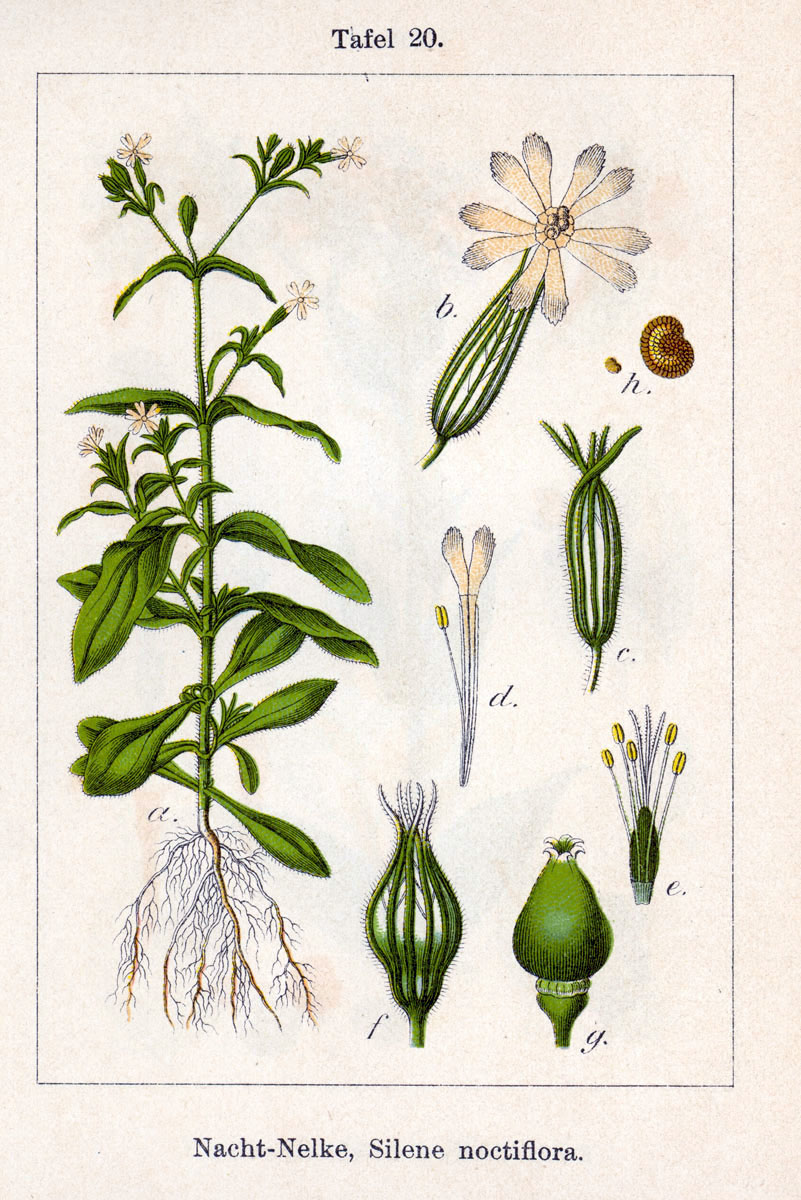
Illustration aus Sturm

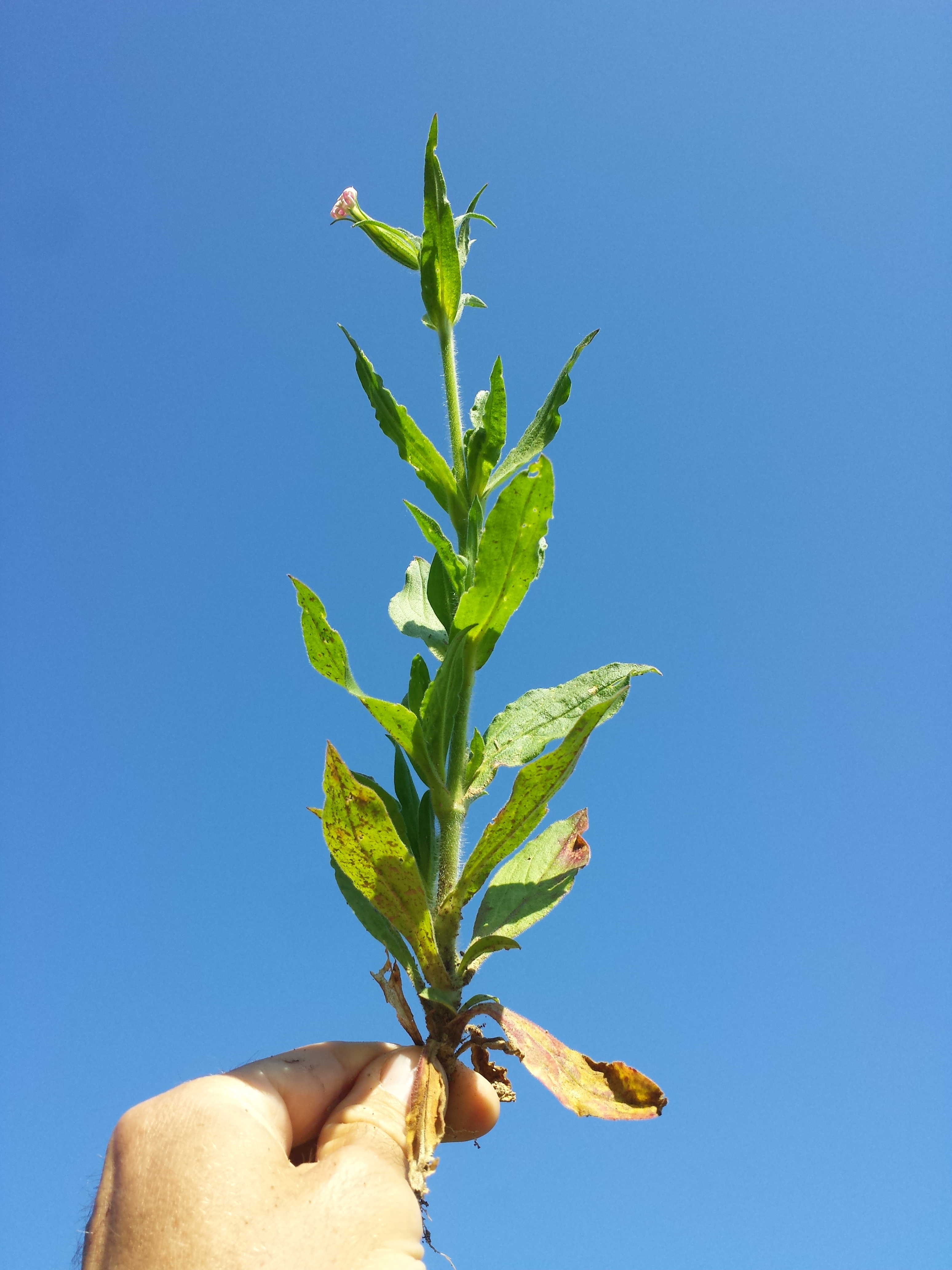
Habitus, Laubblätter und Blüte

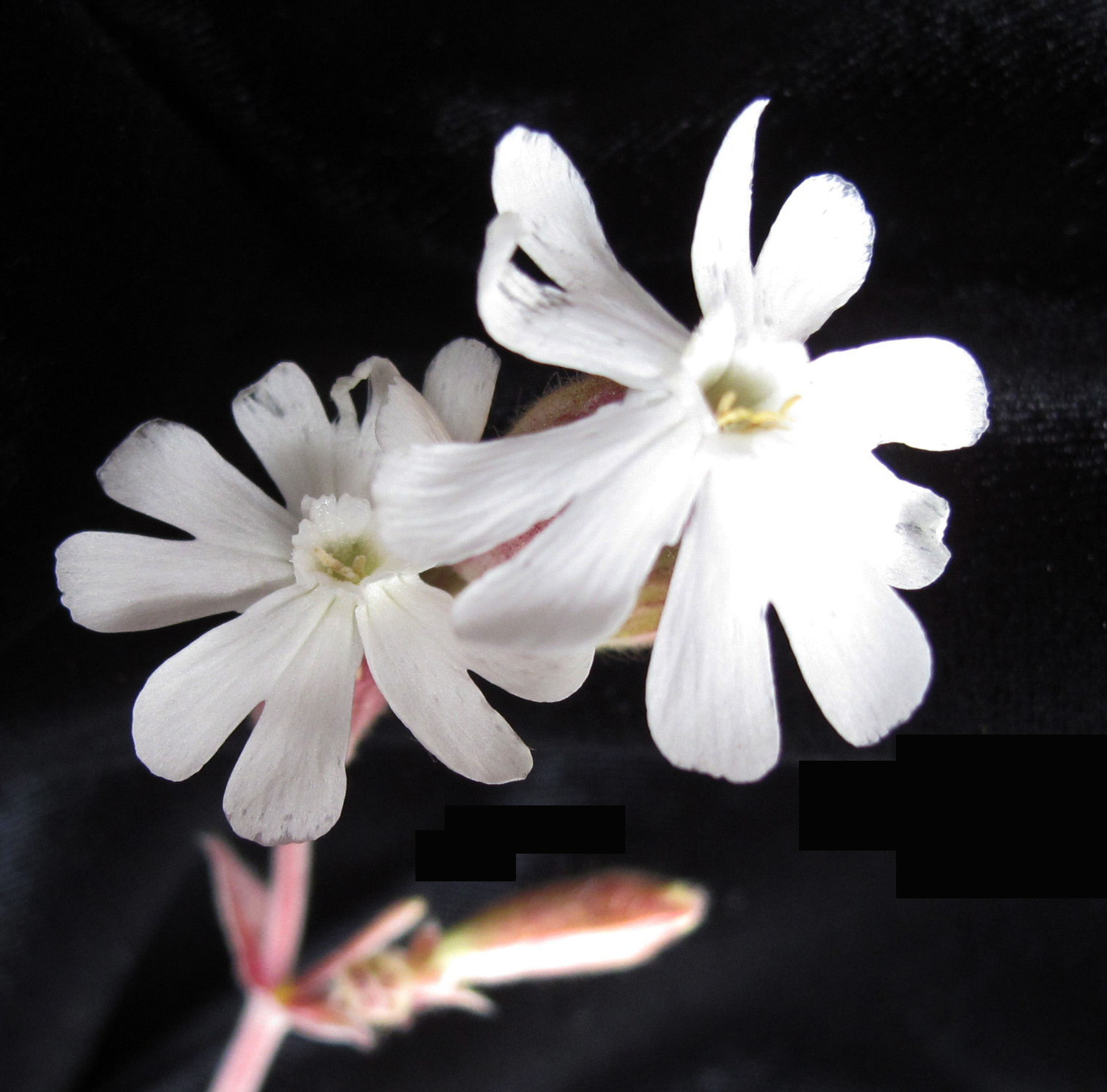
Blüten im Detail

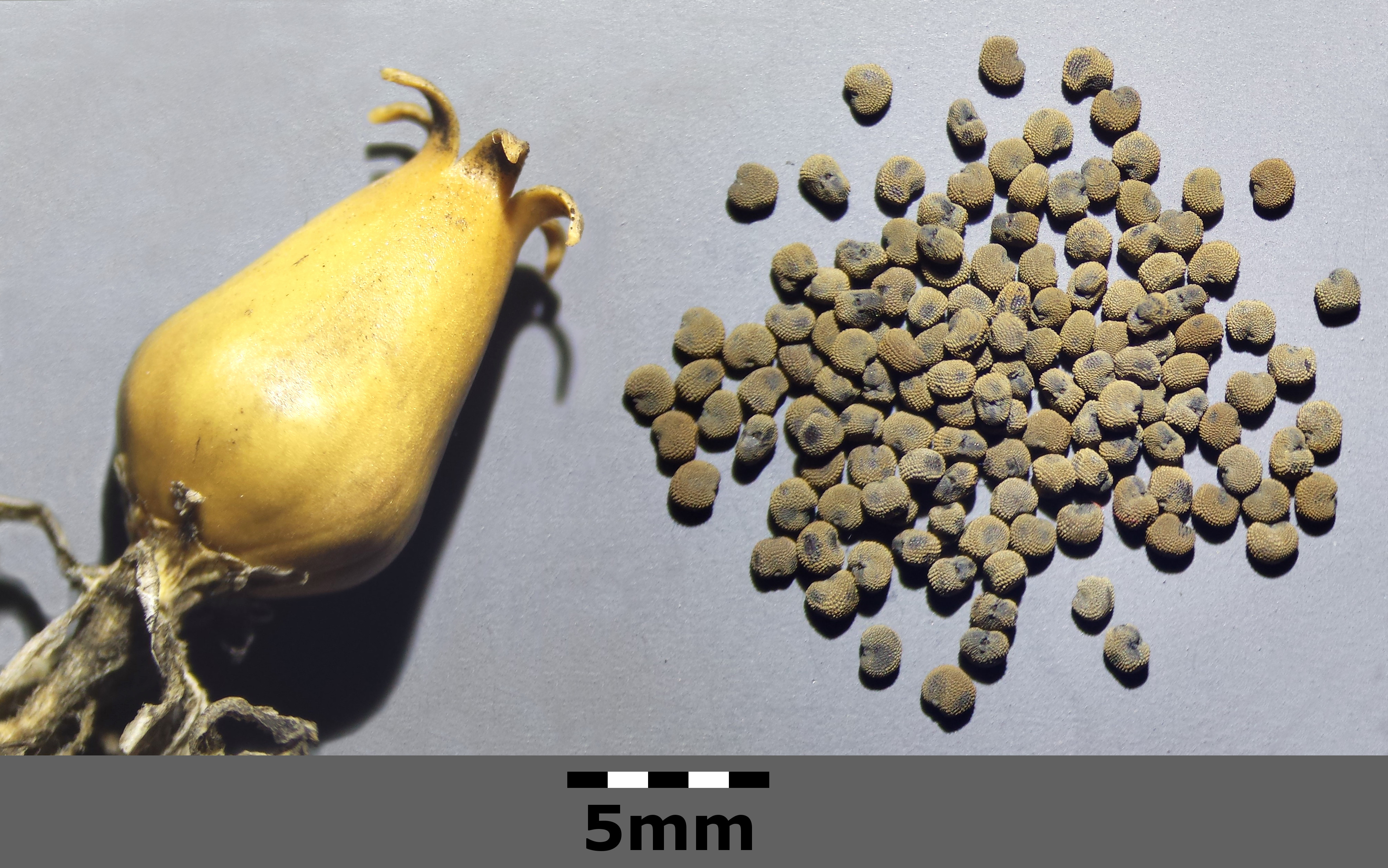
Kapselfrucht und Samen

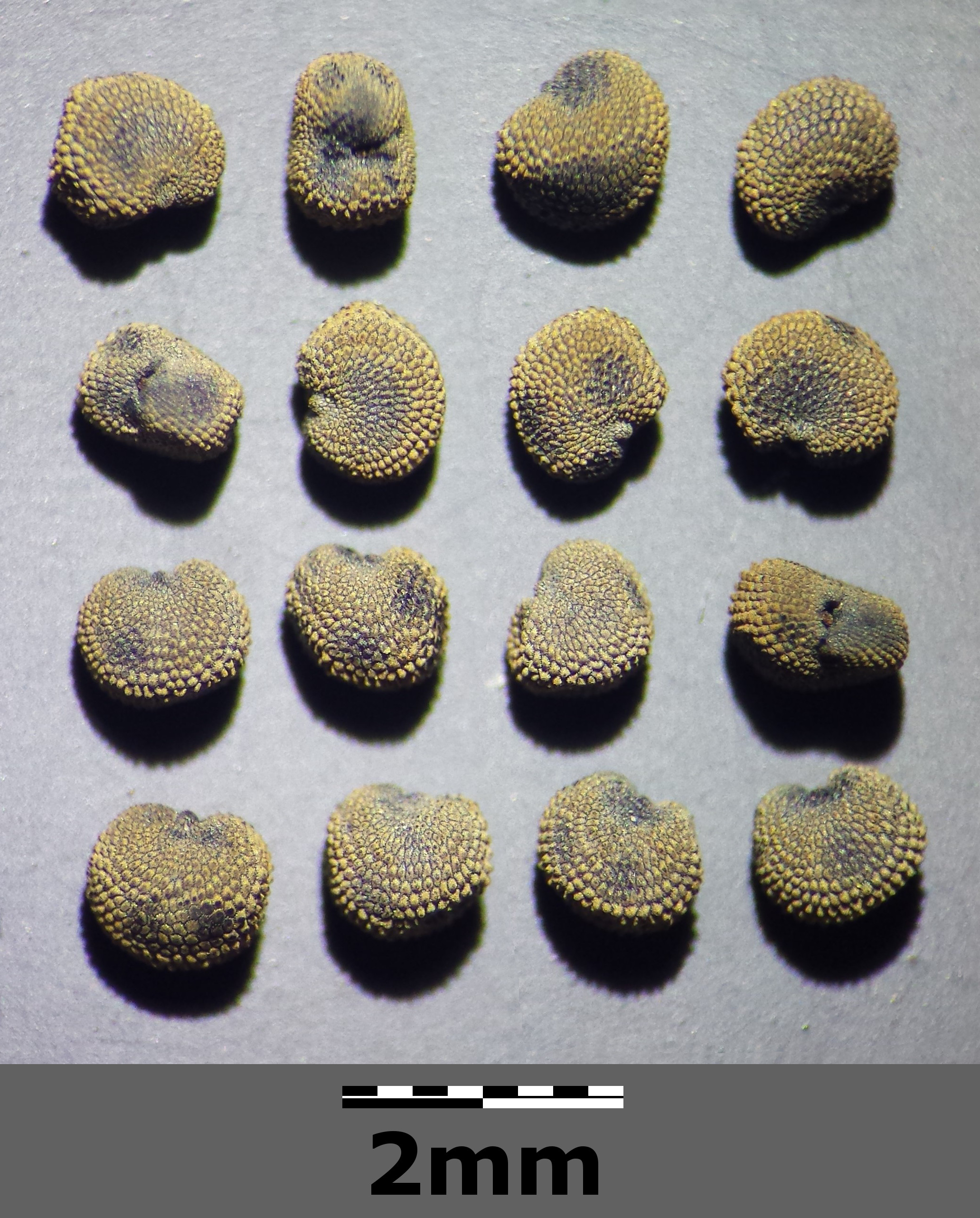
Samen

### Vegetative Merkmale
Die Acker-Lichtnelke ist eine einjährige krautige Pflanze und erreicht Wuchshöhen von 15 bis 50, selten bis zu 60 Zentimetern. Es wird eine Pfahlwurzel gebildet. Die oberirdischen Pflanzenteile sind dicht behaart. Der aufrechte Stängel wächst meist unverzweigt bis wenig verzweigt. Die oberen Laubblätter und der obere Stängelbereich sind klebrig, dicht behaart.
Ihre Laubblätter sind gegenständigen angeordnet. Die Blattspreite ist bei einer Länge bis zu 11 Zentimetern länglich, eiförmig und läuft an beiden Enden spitz zu. Die Blätter sind in einen kurzen Stiel verschmälert.

### Generative Merkmale
Die Blütezeit reicht von Juni bis September. In den Blattachseln im oberen Bereich des Stängels werden kleine, dichasiale, zymöse Blütenstände ausgebildet, die jeweils nur wenige Blüten enthalten. Der aufrechte Blütenstiel ist kürzer als der Kelch.
Die zwittrigen Blüten sind radiärsymmetrisch und fünfzählig. Fünf hell-grüne Kelchblätter sind zu einem 2 bis 2,5, selten bis zu 3 Zentimeter langen und etwa 5 Millimeter breiten, zehnnervigen Kelch verwachsen. Die weißen, cremig-weißen bis rosafarbenen Kronblätter bilden eine Krone, die im geöffneten Zustand einen Durchmesser von bis zu 3 Zentimeter aufweist. Jedes der fünf Kronblätter ist zweispaltig tief gelappt. Es wird eine Nebenkrone ausgebildet. Jede Blüte enthält drei Griffel; sie sind kürzer als die Kronblätter.
Die eiförmige Kapselfrucht öffnet sich oben mit in der Regel sechs nach außen gebogenen Zähnen. Durch diese Öffnung entlässt sie viele etwa 1 Millimeter große, nierenförmige grau-orange Samen.
Die Chromosomengrundzahl beträgt x = 12; es liegt Diploidie vor, also eine Chromosomenzahl von 2n = 24.

## Ökologie
Bei der Acker-Lichtnelke handelt es sich um einen sommergrünen, mesomorphen, skleromorphen Therophyten. Sie wurzelt bis 55 Zentimeter tief.
Sie blüht nachts, daher das Artepitheton noctiflora. Ihre Bestäubung erfolgt über Insekten, weitgehend durch Nachtfalter, da sich ihre Blüten erst gegen Abend öffnen. Insekten, die auf der Pflanze landen, werden von deren klebrigen Haaren festgehalten. Die meisten können sich wieder befreien, werden dabei aber klebrig, sodass bei weiteren Blütenbesuchen der Blütenstaub an ihnen haften bleibt. Obwohl die Blüte zwittrig ist, bestäubt sich die Pflanze nur selten selbst, da die Staubbeutel schon mehrere Tage geöffnet sind, bevor die Narben vollständig ausgebildet sind. Die Blüten werden auch von pollenfressenden Bienen, Fliegen und Käfern besucht.
Die Ausbreitung erfolgt durch Selbst- und Windausbreitung. Die Vermehrung erfolgt ausschließlich über Samen.

## Vorkommen
Silene noctiflora ist in den gemäßigten Gebieten Eurasiens verbreitet. Der Verbreitungsschwerpunkt liegt dabei auf Zentral- und Osteuropa. Durch menschliche Aktivitäten ist sie auch in Nordamerika und Neuseeland ein Neophyt. In Europa hat sie ursprüngliche oder eingebürgerte Vorkommen in fast allen Ländern außer in Portugal, Irland, Belarus, Luxemburg, Bosnien-Herzegowina, Albanien und Nordmazedonien.
Diese kalkliebende Pflanze findet sich vorwiegend auf Äckern und Brachen. Entsprechend den ökologischen Zeigerwerten nach Ellenberg wird diese Art als Halbschattenpflanze für mäßig bis warmes Seeklima angegeben. Sie gedeiht am besten auf trockenen, wechselfeuchten, kalkhaltigen und mäßig stickstoffhaltigen Böden. Sie ist in Mitteleuropa eine Charakterart des Papaveri-Melandrietum noctiflori aus dem Caucalidion-Verband. Sie tritt in kleineren Gruppen oder als Einzelexemplar auf.
Die ökologischen Zeigerwerte nach Landolt et al. 2010 sind in der Schweiz: Feuchtezahl F = 2 (mäßig trocken), Lichtzahl L = 4 (hell), Reaktionszahl R = 4 (neutral bis basisch), Temperaturzahl T = 4 (kollin), Nährstoffzahl N = 4 (nährstoffreich), Kontinentalitätszahl K = 4 (subkontinental).

## Taxonomie
Die Erstveröffentlichung von Silene noctiflora erfolgte 1753 durch Carl von Linné in Species Plantarum, Tomus I, Seite 419. Synonyme für Silene noctiflora L. sind beispielsweise: Elisanthe noctiflora (L.) Ruprecht, Melandrium noctiflorum (L.) Fries.

## Sonstiges
Es ist keine Verwendung dieser Art bekannt. Sie wird als „Unkraut“ angesehen.